# Zofia Stypułkowska
Zofia Stypułkowska (ur. 6 października 1918 w Karasubazarze, zm. 18 grudnia 1999 w Warszawie) – polska prawnik, sędzia i działaczka polityczna, posłanka na Sejm PRL II i III kadencji. 

## Życiorys
Córka Stanisława. W 1944 ukończyła studia prawnicze na Uniwersytecie Warszawskim w trybie tajnego nauczania. W 1945 została radną Dzielnicowej Rady Narodowej Warszawa-Mokotów, później sprawowała mandat członka Rady Narodowej miasta stołecznego Warszawy. Jednocześnie pracowała jako sędzia (od 1949 w Sądzie Okręgowym w Warszawie). Przebywała na stypendiach Organizacji Narodów Zjednoczonych we Francji i Szwajcarii. W 1951 została sędzią Sądu Wojewódzkiego w Warszawie, a osiem lat później rozpoczęła pracę jako dyrektor Departamentu Spraw Nieletnich Ministerstwa Sprawiedliwości.
Należała do Stronnictwa Demokratycznego. W 1957 została wybrana na posłankę na Sejm PRL II kadencji z okręgu Warszawa–Śródmieście. Zasiadała w Komisjach Budownictwa i Gospodarki Komunalnej oraz Spraw Wewnętrznych. W 1961 uzyskała reelekcję w tym samym okręgu, kontynuując pracę w Komisji Budownictwa i Gospodarki Komunalnej. W latach 70. była sędzią Sądu Najwyższego. 
Odznaczona Medalem 10-lecia Polski Ludowej (1954), Srebrnym i Złotym (1951) Krzyżem Zasługi oraz Krzyżem Kawalerskim (1955) i Komandorskim Orderu Odrodzenia Polski. 